# Південна Кванза
Південна Кванза (порт. Kwanza-Sul) — провінція в Анголі.
Провінція Південна Кванза знаходиться в західній частині Анголи. Вона розташована на південний схід від Луанди і простягається від Атлантичного океану на заході до ріки Кванза на сході та півночі. На південь від провінції Південна Кванза розташовані провінції Бенгела і Уамбо, на північ — провінції Бенго, Північна Кванза і Маланже, на схід — провінція Біє.
Площа Південної Кванзи дорівнює 55 660 км ². Чисельність населення становить 928 000 осіб (у 2005 році). Головне місто — Сумбе. В адміністративному відношенні провінція поділяється на 11 муніципій: Порто Амбоім, Селес, Конда, Амбоім, Квіленда, Ліболо, Муссенде, Квібала, Ваку-Кунго, Кассонгве і Ебо.